# Combinata nordică la Jocurile Olimpice de iarnă din 2014
Probele sportive de combinata nordică la Jocurile Olimpice de iarnă din 2014 s-au desfășurat în perioada 12-20 februarie 2014 la Soci, Rusia, la Centrul de sărituri RusSki Gorki. Vor participa 55 de sportivi din 15 țări.

## Calendarul competiției
Acest calendar cuprinde toate cele trei probe de combnata nordică.
Toate orele sunt în Ora României (UTC+2).
| Dată         | Oră   | Probă                                       |
| ------------ | ----- | ------------------------------------------- |
| 12 februarie | 11:30 | Trambulină normală masculin                 |
| 12 februarie | 14:30 | Trambulină normală masculin 10 km           |
| 18 februarie | 11:30 | Trambulină mare masculin                    |
| 18 februarie | 14:00 | Trambulină mare masculin 10 km              |
| 20 februarie | 10:00 | Trambulină mare masculin pe echipe          |
| 20 februarie | 13:00 | Trambulină mare masculin pe echipe 4 x 5 km |

## Sumar medalii

### Clasament pe țări
| Loc   | Țară           | Aur | Argint | Bronz | Total |
| ----- | -------------- | --- | ------ | ----- | ----- |
| 1     | Norvegia (NOR) | 2   | 1      | 1     | 4     |
| 2     | Germania (GER) | 1   | 1      | 1     | 3     |
| 3     | Japonia (JPN)  | 0   | 1      | 0     | 1     |
| 4     | Austria (AUT)  | 0   | 0      | 1     | 1     |
| Total | Total          | 3   | 3      | 3     | 9     |

### Probe sportive
| Probă sportivă                      | Aur                                                                              | Aur      | Argint                                                                               | Argint   | Bronz                                                                              | Bronz    |
| Trambulină mare individual 10 km    | Joergen Graabak · Norvegia (NOR)                                                 | 23:27.5  | Magnus Moan · Norvegia (NOR)                                                         | 23:28.1  | Fabian Riessle · Germania (GER)                                                    | 23:29.1  |
| Trambulină normală individual 10 km | Eric Frenzel · Germania (GER)                                                    | 23:50.20 | Akito Watabe · Japonia (JPN)                                                         | 23:54.40 | Magnus Krog · Norvegia (NOR)                                                       | 23:58.30 |
| Trambulină mare pe echipe 4 x 5 km  | Norvegia (NOR) · Joergen Graabak · Haavard Klemetsen · Magnus Krog · Magnus Moan | 47:13.5  | Germania (GER) · Eric Frenzel · Bjoern Kircheisen · Fabian Riessle · Johannes Rydzek | 47:13.8  | Austria (AUT) · Christoph Bieler · Bernhard Gruber · Lukas Klapfer · Mario Stecher | 47:16.9  |

## Țări participante
55 de sportivi din 15 țări au participat la aceasta competiție, cu numărul de sportivi din delegație în paranteze.
| - Austria (5) - Cehia (4) - Elveția (1) - Estonia (3) - Finlanda (4) - Franța (5) - Germania (5) - Italia (5) | - Japonia (5) - Norvegia (5) - Polonia (1) - Rusia (4) - Slovenia (3) - Statele Unite ale Americii (4) - Ucraina (1) |

### Calificare
Un total de 55 de locuri au fost disponibile pentru calificare. Fiecare Comitet Olimpic Național a avut voie să califice maxim 5 sportivi. Sportivii aveau voie să se califice dacă au obținut puncte la o cupă continentală sau mondială în timpul perioadei de calificare între iulie 2012 și 19 ianuarie 2014.